# Aeroportul Yiwu
Aeroportul Yiwu (IATA: YIW, ICAO: ZSYW) este un aeroport din Zhejiang, Republica Populară Chineză ce deservește zona Yiwu⁠(d). Aeroportul a fost tranzitat în 2022 de 862.057 de pasageri. A fost numit după zona deservită.
aeroportul dispune de 1 pistă.

## Infrastructură

### Piste
Aeroportul dispune de o singură pistă. Pista are orientarea 02/20. 